# Far Cry (игра)
| Сводный рейтинг          | Сводный рейтинг     |
| Агрегатор                | Оценка              |
| ------------------------ | ------------------- |
| GameRankings             | 89,38 %             |
| Metacritic               | 89/100 (72 обзора)  |
| MobyRank                 | 88 % (60 обзоров)   |
| «Критиканство»           | 93/100 (12 обзоров) |
| Иноязычные издания       |                     |
| Издание                  | Оценка              |
| 1UP.com                  | 9/10                |
| Eurogamer                | 8/10                |
| G4                       | [ 8 ]               |
| Game Informer            | 9,25/10             |
| GamePro                  | 4/5                 |
| GameRevolution           | B+                  |
| GameSpot                 | 9,2/10              |
| GameSpy                  | [ 13 ]              |
| GamesRadar+              | [ 14 ]              |
| GameZone                 | 9,6/10              |
| IGN                      | 9,2/10              |
| Jeuxvideo.com            | 18/20               |
| Русскоязычные издания    |                     |
| Издание                  | Оценка              |
| Absolute Games           | 82 %                |
| «PC Игры»                | 9,5/10              |
| PlayGround.ru            | 9/10                |
| «Домашний ПК»            | [ 21 ]              |
| «Игромания»              | 9,5/10              |
| «Страна игр»             | 9/10                |
| Награды                  |                     |
| Издание                  | Награда             |
| GameSpy                  | Editors' Choice     |
| Absolute Games           | Наш выбор           |
| Лучшие компьютерные игры | Корона              |

Far Cry — компьютерная игра в жанре научно-фантастического шутера от первого лица, разработанная немецкой компанией Crytek и изданная Ubisoft 23 марта 2004 года для персональных компьютеров под управлением Microsoft Windows. К игре прилагается редактор уровней Sandbox 1, позволяющий создавать свои полноценные миссии для этой игры. Far Cry был продан в количестве 730 000 экземпляров за 4 месяца после выпуска и на 2006 год разошёлся тиражом более 1 млн копий. Оригинальная игра для PC была позже портирована на игровые приставки. В 2008 году состоялся выход фильма по игре с одноимённым названием.
В 2005 году вышла модифицированная консольная версия Far Cry Instincts для Xbox, а в 2006 Far Cry Vengeance для Wii. Однако эти версии игры для игровых приставок разрабатывала не Crytek, а монреальское подразделение компании Ubisoft — Ubisoft Montreal. 19 июля 2007 года Ubisoft официально анонсировала Far Cry 2, которую также разрабатывает Ubisoft Montreal.
История игры следует за бывшим бойцом спецназа Джеком Карвером, который находится на таинственном островном архипелаге. Джек ищет журналистку, которая пропала без вести после атаки наёмников на его яхту. Игра включает в себя темы опасности генной инженерии, а также геноцида островитян, которые являются подопытными для экспериментов безумного учёного.
Ландшафт в Far Cry довольно разнообразен. Так как события разворачиваются на архипелаге в южной части Тихого океана, в игре присутствуют пляжи, тропические леса, густые джунгли, высокие каньоны, шахты, болота и даже действующий вулкан. Интерьеры изменяются от простых хижин и палаточных лагерей до ультрасовременных подземных лабораторий и руин древних храмов. Некоторые сооружения являются японскими укреплениями и бункерами, оставшимися от Второй мировой войны.
1 сентября 2007 года Ubisoft выпустила одиночную версию игры для свободного скачивания на сайте FilePlanet.com, однако эта бесплатная версия была убрана, как только неамериканские пользователи начали загружать игру. Согласно Ubisoft, это предложение больше недоступно. 
4 января 2011 года в Интернет попала презентация под названием «CryEngine 3 — The next generation of interactive entertainment and real-time 3D technologies» за авторством Авни Ерли и датированная 26 мая 2010 года. Она предназначалась для привлечения внимания потенциальных инвесторов и содержала ранее неопубликованные финансовые данные компании. В частности, содержалась информация о суммарных продажах всех выпущенных к этому времени игр Crytek. На момент публикации продажи Far Cry превысили 2,5 миллиона копий по всему миру.
11 февраля 2014 года на платформах Xbox 360 и PlayStation 3 вышло переиздание Far Cry Classic, включающее обновленную графику и упрощение игровых механик.
В июле 2023 года без разрешения Ubisoft на сайте Архив Интернета был размещён исходный код Far Cry версии 1.34, который позволяет внести изменения в движок, оптимизировать игру под новые платформы и создавать пользовательские модификации.

## Сюжет

### Постановка
Сюжет игры рассказывает о бывшем солдате спецназа армии США, оказавшемся на таинственном архипелаге. Он ищет журналистку по имени Валери Константин после того, как она пропала без вести, когда их яхта была уничтожена наемниками. Игра включает в себя тематические элементы, касающиеся опасностей использования генной инженерии в качестве оружия и геноцида местных островитян, что можно увидеть на примере деформированных существ, созданных сумасшедшим ученым по имени Кригер.
Ландшафт в Far Cry сильно различается. Расположенный на архипелаге в южной части Тихого океана, пейзаж включает в себя пляжи, густые тропические леса, высокие каньоны, шахты, болота и даже вулканические леса. Многие интерьеры варьируются от простых пляжных хижин и армейских лагерей до сложных комплексов, подземного храма и ультрасовременных исследовательских лабораторий. В некоторых из этих лабиринтов используются остатки японских укреплений и бункеров времен Второй мировой войны.

### Основной сюжет
Джек Карвер оставил свое загадочное и горькое прошлое позади и ушел из общества, чтобы заняться чартерным бизнесом в южной части Тихого океана. Его нанимает журналистка по имени Валери Константин, чтобы тот тайно отвез её на неизведанный остров в Микронезии. После того, как Вэл самостоятельно уплывает на водном мотоцикле, яхту Джека разносит ракета из гранатомёта, но он выживает, ныряя в воду. С помощью человека по имени Дойл Джек путешествует по разным островам, сражаясь с таинственными наемниками в поисках Вэл. Благодаря встречам с трайгенами (генетически изменёнными животными) и информации от Дойла Джек вскоре обнаруживает, что остров является частью эксперимента по генетической модификации, финансируемого генетической компанией Krieger Corp. и возглавляемого её генеральным директором — доктором Кригером, которому помогает его правая рука и глава наёмников Ричард Кроу.
По ходу игры становится ясно, что трайгены, вырвавшиеся на свободу, становятся слишком большой проблемой для наемников, а эксперименты не ограничиваются только мутациями приматов и перешли к мутации людей (возможно, наемников). Когда Джек наконец находит Вэл, её увозят на вертолете, куда пробирается герой. После непродолжительной борьбы на борту вертолета Вэл говорит Джеку прыгнуть за ним, ударив его ногой по лицу, и они оба падают с вертолета, после чего он взрывается. Доплыв до берега, Вэл рассказывает, что работает на ЦРУ под прикрытием и расследует незаконную деятельность Кригера. После дальнейших событий Джек должен снова найти и спасти Вэл, в то время как освобожденные им люди-трайгены сбежали и начали восстание против армии наемников на острове. Освободив Вэл, герои снова расходятся и воссоединяются, когда Джек убивает командира наемников Кроу. По информации Кроу, на острове у Кригера есть тактическое ядерное оружие, которое он намеревается использовать в качестве последнего средства для заметания следов, если о проектах станет известно.
После того, как Министерство обороны США якобы проанализировало сложившуюся ситуацию, Джек и Вэл похищают ядерную бомбу, несмотря на протесты Джека. Прежде чем попасть на фабрику, Дойл предупреждает, что после взрыва мутаген может заразить их, и советует принять антимутагенную сыворотку. Внутри фабрики они делают уколы и запускают часовой механизм бомбы, которая взрывается прямо на выходе и оглушает их. Пока дуэт находится без сознания, Кригер берет их в плен, прежде чем улететь на свою основную базу. Джеку, сброшенному с вертолета, приходится пробиваться через захваченную трайгенами территорию, чтобы спасти Вэл и живым сбежать с островов. Добравшись до тайника с оружием наемников, Джек замечает, что его рука позеленела. Дойл отвечает ему, что в воздухе может быть слишком сильная концентрация мутагена, из-за чего противоядие не действует, но Кригер работает над лекарством в ближайшей лаборатории. Таким образом, Джеку приказано найти Кригера, который для усиления боевого потенциала ввел себе мутаген, но в конечном итоге безумный ученый терпит поражение.
На последнем издыхании Кригер сообщает, что от мутации нет лекарства. Дойл признается, что «противоядие» и было тем самым мутагеном, от которого они пытались себя защитить, и хвастается о планах продажи на чёрном рынке его формулы после своего исчезновения. Сразившись с ордой трайгенов, Джек встречается с Дойлом и убивает его. Затем, перед извержением вулкана, внутри которого расположены главные офисы Кригера, он сбегает. Джек и Вэл излечиваются от мутагена и уплывают на яхте.

## Игровой процесс
Отличительной особенностью игры являются огромные игровые уровни (локации), выполненные в виде живописных тихоокеанских тропических островов, а также возможность добраться до цели несколькими способами, в том числе используя наземный или надводный транспорт.

### Мультиплеер
В игре присутствует три многопользовательских (мультиплеерных) режима:
- «Free For All» — стандартный режим «каждый сам за себя»;
- «Team Death Match» — командный Deathmatch;
- «Assault» — тип командной игры, в котором атакующая команда должна захватить три вражеские базы, одну за другой, причём за определённое время. Обороняющаяся команда должна отражать атаки врага, пока не будут захвачены все базы или не закончится время. После чего команды меняются местами. Победа присуждается команде, которая захватила большее количество баз за меньшее время.

### Графика

скриншот из игры Far Cry

В игре задействован игровой движок, разработанный Crytek — CryEngine. Ранее этот движок был использован в технологическом демо X-ISLE: Dinosaurs Island, созданном Crytek, чтобы показать способности видеокарт NVIDIA GeForce 3.
Вся территория уровня доступна сразу, без загрузок. Также отсутствуют загрузки между внутренними и наружными помещениями, хотя используются различные модели освещения. Детали персонажей улучшены благодаря технологии PolyBump, которая также разработана Crytek.
Патч 1.3 добавляет эффект High Dynamic Range, но включить его можно, только имея видеокарту, которая поддерживает пиксельные шейдеры версии 3.0.

## Проблемы с возрастными рейтингами в Германии
Хотя игра Far Cry была разработана немецкой компанией Crytek, она попала в один из наиболее горячих и заметных в Германии процессов и разбирательств касательно возрастных рейтингов. В марте 2004 года, после выпуска демонстрационной версии Far Cry, федеральный департамент Германии по борьбе со средствами массовой информации, наносящими вред молодежи решил, что уровень насилия в игре (включая кровь и физику Ragdoll) является слишком высоким даже для взрослых. Демоверсия была запрещена. В полной окончательной версии игры было вырезано большинство «кровавых» материалов (например, рэгдолл), тем не менее игра получила статус «Только для 18+», что вызвало шторм негодования со стороны игроков.
Спустя несколько дней после релиза немецкие игроки узнали, что незначительная модификация нескольких файлов из каталога игры возвращает в игру большинство вырезанных кровавых эффектов. В связи с этим первый выпуск игры в Германии был полностью отозван с продажи, и только через несколько недель вышла новая версия с тем же самым «урезанным» уровнем насилия, но уже без возможности включить «кровавые» эффекты. Эта версия (также помеченная как «18+») находится в продаже и может быть опознана по примечанию на обложке диска, в котором написано «Deutsche Version» (немецкая версия).